# 杉本大虎
杉本 大虎（すぎもと たいご、1998年3月30日 - ）は、熊本県出身の、日本の柔道選手である。階級は60kg級。身長162cm。血液型はO型。組み手は右組み。得意技は内股。現在は旭化成に所属。

## 経歴
柔道は3歳の時に牛深錬成館で始めた。全国小学生学年別柔道大会には小学校5年の時に45kg級、6年の時には50kg級で出場したが、ともに決勝トーナメント1回戦で敗れた。天明中学2年の時に全国中学校柔道大会55kg級準決勝で神戸生田中学2年の阿部一二三に一本背負投で敗れて3位だった。3年の時には60kg級の決勝で阿部に背負投で敗れて2位にとどまった。日体荏原高校へ進むと、2年の時に全日本カデとアジアカデで2位、全国高校選手権では3位になった。3年の時は全日本カデで3位、インターハイでは2回戦で敗れた。2016年には中学時代にライバルだった阿部と同じ日体大へ進むと、1年の時に全日本ジュニアで3位となった。2年の時には全日本ジュニアで全国大会初優勝を飾った。世界ジュニアでは決勝まで進むと、準決勝で大学の1年後輩である古賀玄暉を破った世界ジュニアランキング1位であるアゼルバイジャンのカラマト・フセイノフをGSに入った直後に崩袈裟固で破って優勝した。初開催となった男女混合による団体戦では決勝のオランダ戦こそ出場しなかったが、準決勝のロシア戦で勝利を収めるなどしてチームの優勝に貢献した。10月の体重別団体では同級生である66㎏級世界チャンピオンの阿部一二三などとともに活躍して、チームの初優勝に貢献した。2020年4月からは旭化成の所属となった。

## 戦績
- 2011年 -　全国中学校柔道大会　3位(55kg級)
- 2012年 -　全国中学校柔道大会　2位
- 2014年 -　全日本カデ　2位
- 2014年 -　アジアジュニア　2位
- 2015年 -　全国高校選手権　3位
- 2015年 -　全日本カデ　3位
- 2016年 -　全日本ジュニア　3位
- 2017年 -　ブレーメンジュニア国際　優勝
- 2017年 -　全日本ジュニア　優勝
- 2017年 -　世界ジュニア　個人戦　優勝　団体戦　優勝
- 2018年 -　国体　3位
- 2018年 -　体重別団体　優勝

(出典、JudoInside.com)